# Domstraat
De Domstraat is een straat in de binnenstad van de Nederlandse stad Utrecht. Ze is vernoemd naar de Domkerk, die aan het einde van de straat ligt.

## Ligging
De Domstraat ligt in het verlengde van de Korte Jansstraat. Samen vormen deze twee straten de verbinding tussen het Janskerkhof en het Domplein. De straat begint bij de kruising met het Oudkerkhof en Achter St.-Pieter en loopt tot de kruising met het Domplein en de Voetiusstraat.

## Geschiedenis
De Domstraat komt uit op het historische Domplein. In de middeleeuwen was de Domstraat een smalle steeg genaamd Domsteeg die aan was gelegd over de immuniteit van de Domkerk. In 1774 en 1904 is de Domsteeg verbreed. In 1906 is de Domsteeg hernoemd naar Domstraat. Door de Domstraat reed tussen circa 1906 en circa 1938 een tram.
In 2008 zijn de contouren van het Romeinse castellum Traiectum in de straat zichtbaar gemaakt door een metalen rand. Deze metalen rand is tevens zichtbaar in de Servetstraat. In 2009 werd deze rand ook aangelegd in de straat Achter de Dom en aan het begin van de Korte Nieuwstraat.

## Bouwwerken en monumenten
Aan het einde van de Domstraat staat de Domkerk. In de Domstraat was ook de Utrechtse Kredietbank gevestigd. Daartegenover ligt in de Domstraat het door Willem Maas ontworpen, in 1925 gebouwde pand voor Kemink Boekhandel met drie bovenwoningen, tegenwoordig Catch en tien appartementen. Verder hield Hendrik Marsman, bekend dichter en advocaat, van voorjaar tot einde zomer 1933 kantoor op de hoek van de Domstraat en de Voetiusstraat. Ter herinnering hieraan hangt een plaquette met een van zijn gedichten aan de muur: "Geen stijl, maar des te meer karakter heeft de stad, een harde en benepen eigenzinnigheid, die zich de maat van alle dingen waant…"